# Агнес фон Брауншвайг
Агнес Пфалцска (на немски: Agnes von der Pfalz, Agnes von Braunschweig; * 1201, † 1267) е принцеса от фамилията на Велфите от Брауншвайг, пфалцграфиня при Рейн и чрез женитба херцогиня на Бавария от 1231 до 1253 г.

## Биография
Тя е втората дъщеря на пфалцграф Хайнрих V Стари от Брауншвайг († 1227) и първата му съпруга пфалцграфиня Агнес Хоенщауфен († 1195), дъщеря и наследничка на пфалцграф Конрад Хоенщауфен († 1195), по-малкият полубрат на император Фридрих Барбароса. Нейният баща е най-големият син на херцог Хайнрих Лъв и втората му съпруга Матилда Плантагенет, дъщеря на английския крал Хенри II и Елеонор Аквитанска, и брат на император Ото IV. Агнес е наследничка на пфалцграфство при Рейн (по-късния Курпфалц).
Агнес се омъжва през 1222 г. във Вормс за баварския херцог Ото II (* 7 април 1206, † 29 ноември 1253) от фамилията Вителсбахи, син на херцог Лудвиг I Баварски († 1231) и Людмила Чешка († 1240), дъщеря на херцог Фридрих от Бохемия.
Нейният съпруг Ото II става през 1231 г. херцог на Бавария и е поддръжник на император Фридрих II. Двамата омъжват на 1 септември 1246 г. дъщеря им Елизабет за Конрад IV, престолонаследника на династията Хоенщауфен.
Ото умира през 1253 г. и е погребан в бенедиктския манастир Шайерн, където Агнес също е погребана през 1267 г. Двамата стават прародители на Вителсбахите в Бавария и Пфалц.

## Деца
Агнес и Ото II имат пет деца:
- Елизабет (1227 – 1273), ∞ 1246 г. за крал Конрад IV (1228 – 1254) от династията Хоенщауфен
- Лудвиг II (1229 – 1294), херцог на Горна Бавария
- Хайнрих XIII (1235 – 1290), херцог на Долна Бавария
- Софи (1236 – 1289), ∞ 1258 граф Гебхард VI от Сулцбах и Хиршберг (1220 – 1275)
- Агнес (1240 – 1306), калугерка в манастира Зелигентал.